# Francesco Roberti

Francesco Roberti (Pergola, 7 juli 1889 – Rome, 16 juli 1977) was een Italiaans geestelijke en kardinaal van de Katholieke Kerk.
Hij bezocht het kleinseminarie in Pesaro en studeerde vervolgens aan het Pauselijk Romeins Seminarie. Hij werd op 3 augustus 1913 priester gewijd. Aan het Pauselijke Athenaeum San Apollinare promoveerde hij vervolgens in de godgeleerdheid, de filosofie en de beide rechten. Hij werkte korte tijd als pastoor in Rome, maar ging daarna doceren aan het San Apollinare, waar hij tot 1938 hoogleraar kerkelijk recht zou zijn. In 1917 benoemde paus Benedictus XVI hem tot huisprelaat van Zijne Heiligheid.
In 1927 werd hij benoemd tot advocaat bij de Sacra Rota Romana en in 1928 werd hij prelaat-referendaris bij de Hoogste Rechtbank van de Apostolische Signatuur. In 1931 benoemde paus Pius XI hem tot ondersecretaris van de Congregatie voor de Seminaries en de Universiteiten. Hij werd in 1936 daarnaast auditor bij de Rota. Van 1937 tot 1943 was hij decaan van het Pauselijk Instituut voor Kerkelijk Recht. In 1946 werd hij door paus Pius XII benoemd tot secretaris van de Congregatie voor het Concilie. In 1952 werd hij daarnaast juridisch raadsman bij het Staatssecretariaat van de Heilige Stoel.
Paus Johannes XXIII creëerde hem kardinaal-diaken van de Santa Maria in Cosmedin tijdens het consistorie van 15 december 1958 en benoemde hem een jaar later tot prefect van de Apostolische Signatuur. Hij zou bijna vier jaar kardinaal zijn, zonder een bisschopswijding te hebben ontvangen. In 1962 werd hij titulair aartsbisschop van Columnata. Hij ontving zijn wijding van paus Johannes zelf. Kardinaal Roberti nam deel aan het Tweede Vaticaans Concilie en aan het conclaaf van 1963 dat leidde tot de verkiezing van Giovanni Battista Montini als paus Paulus VI. Deze vroeg hem deel uit te maken van een adviescollege tot hervorming van de Romeinse Curie. In 1969 legde hij zijn prefectuur neer en opteerde voor de orde der kardinaal-priesters. De Santi XII Apostoli werd nu zijn titelkerk.

## Bron
- Bijdrage over Roberti op The Cardinals of the Holy Roman Church, met foto

- Gemeinsame Normdatei: 123952255
- International Standard Name Identifier: 0000 0000 6148 8565
- Library of Congress Control Number: no93025289
- Nationale Bibliotheek van Tsjechië: xx0239263
- Nederlandse Thesaurus van Auteursnamen: 107871491
- Réseau des bibliothèques de Suisse occidentale: 02-A003751050
- Istituto Centrale per il Catalogo Unico: SBLV049223
- Virtual International Authority File: 62468440
- WorldCat: E39PBJyt3GbpF6cdvhpjVt4Dv3